# Symphysodon aequifasciatus
Symphysodon aequifasciatus ist eine Art der Gattung Diskusbuntbarsche. Er kommt im unteren Amazonasstromgebiet im tropischen Südamerika östlich der Mündung des Rio Negro und in den Unterläufen der dort einmündenden Nebenflüsse vor.

## Merkmale
Alle Arten der Gattung Symphysodon zeichnen sich durch die unverwechselbare und namensgebende scheiben- oder diskusartige Körperform aus. Symphysodon aequifasciatus unterscheidet sich von den anderen Arten vor allem durch seine Färbung und Zeichnung. Vom Echten Diskus (Symphysodon discus) unterscheidet er sich zusätzlich durch eine höhere Zahl von Schuppen in einer mittleren Längsreihe auf den Körperseiten (bis 56 vs. maximal 51 bei S. discus und 58 beim Typusexemplar von Symphysodon tarzoo). Das Art-Epitheton aequifasciatus (gleich gestreift) verweist auf die sieben bis neun senkrechten, gleich breiten und dunklen Streifen auf den bräunlichen Körperseiten, von denen die letzte immer auf dem Schwanzflossenansatz liegt. Hellblaue, mehr oder weniger gewellte Längsstreifen finden sich auf der Stirn, im „Nacken“, auf Rücken- und Afterflosse und selten auch auf den Seiten.
Ökologie und Fortpflanzung siehe Gattungsartikel.

## Systematik
Symphysodon aequifasciatus wurde 1904 durch den französischen Ichthyologen Jacques Pellegrin als Symphysodon discus aequifasciatus, also als Unterart des Echten Diskus (S. discus) beschrieben. Schultz unterteilte die Art anhand von Farbdias in drei Unterarten, eine bräunliche (S. aequifasciatus axelrodi), eine grünliche (S. aequifasciatus aequifasciatus) und eine bläuliche (S. aequifasciatus haraldi). Besonders in der Aquaristik wurde diese Einteilung lange akzeptiert. Die Zuverlässigkeit der Abgrenzung der Unterarten wurde aber auch immer wieder angezweifelt und diskutiert, da die klassischen metrischen und meristischen Bestimmungskriterien (zum Beispiel die Anzahl der Flossenstrahlen, Wirbel- und Schuppenzahlen) bei Diskusbuntbarschen zu keinen eindeutigen Abgrenzungen führen. Im Jahr 2006 wurde der im westlichen Amazonien vorkommende Grüne Phänotyp unter dem Namen Symphysodon tarzoo zu einer eigenständigen Art erklärt, da er auch genetisch (Mitochondriale DNA) von den anderen Diskusbuntbarschphänotypen gut zu unterscheiden ist. In einer weiteren Untersuchung zur Systematik der Diskusbuntbarschen aus dem Jahr 2011 wurden nur noch die Diskusbuntbarsche aus dem unteren Amazonasbecken der Art Symphysodon aequifasciatus zugeordnet, während der blaue Phänotyp aus dem zentralen Amazonas und eine im unteren Rio Tocantins und im Rio Xingu vorkommenden Diskusbuntbarschpopulation als bisher unbeschriebene Arten geführt werden (Symphysodon sp. 1 und Symphysodon sp. 2).